# 王罗湖
王罗湖是一个位于中国江西省余干县的湖泊，面积约为9平方千米，平均水深约为2.5米。